# Gontenschwil
Gontenschwil est une commune suisse du canton d'Argovie (Aargau), située dans le district de Kulm.

Vue aérienne (1964).